# Alisa (シンガーソングライター)
Alisaは、オーストラリア在住のシンガーソングライター。

## 生い立ち
1999年生まれ。メルボルン大学卒業。
オーストラリア人の母、日本人の父の間に生まれ、幼少期をイギリス、日本、オーストラリアで過ごす。
2019年、「ULTRA JAPAN 2019」でスティーヴ・アオキのステージに飛び入り参加し共演を果たす。
2021年7月7日、｢BOUNDARIES -SET A-｣でメジャーデビュー。